# Ізотова Зоя Павлівна
Зоя Павлівна Ізотова (нар. 22 травня 1941, тепер Російська Федерація) — українська радянська діячка, старший оглядач вагонів вагонного депо Дебальцеве Донецької залізниці. Депутат Верховної Ради УРСР 10—11-го скликань.

## Біографія
Освіта середня спеціальна.
У 1957—1959 роках — машиніст вентилятора шахти 3/5 «Чорнухіно» тресту «Ворошиловградвугілля».
У 1959—1970 роках — провідник пасажирських вагонів Донецької залізниці.
З 1970 року — оглядач, старший оглядач вагонів вагонного депо Дебальцеве Донецької залізниці.
Потім — на пенсії в місті Дебальцеве Донецької області.

## Нагороди
- ордени
- медалі